# Boten Anna
Boten Anna er en sang af den svenske musiker og DJ, Basshunter. 
Sangen var et stort hit i sommeren 2006 og efterfølgende blev den et internetfænomen over meget af Europa. Sangen strøg lige til tops på flere forskellige hitlister og blev bl.a. i Norge udnævnt til årets officielle russe-sang.

## Indhold
Boten Anna handler om en IRC-kanal, hvor sangeren chatter med andre. Denne kanal overvåges af Anna^ – angiveligt en IRC-bot (et robot-program), der holder orden i chatkanalen og blokerer (banner) forstyrrende elementer. Sangens vendepunkt indtræffer, da Anna^ pludselig en dag afslører, at hun ikke er en bot, men i stedet en väldigt, väldigt vacker tjej (meget, meget smuk pige).
På trods af sangens noget esoteriske indhold, tog mainstream-medierne godt imod den, omend ordet bot oftest blev opfattet som båt (dvs. "båd") af folk, der ikke var bekendt med IRC — en misforståelse, der også inkluderer, at kanal blev forstået som "vandløb" i stedet for "chatkanal". Det har rimeligvis bidraget til forvirringen, at BassHunter i den efterfølgende musikvideo i en vandcykel sejler rundt i en rigtig kanal.
Sangen blev skrevet på basis af en episode i IRC-kanalen #BassHunter.se på QuakeNet, hvor Basshunter fejlagtigt antog, at en bruger på kanalen – i virkeligheden en vens kæreste – var en bot. Selvsamme IRC-kanal, som også optræder i musikvideoen, blev i de følgende måneder overfyldt med bots og IRC-brugere fra videnom.
Internetradioen MMradio.org har lavet et dansk remix af sangen — en parodi, der baserer sig på ovenfornævnte udbredte misforståelse. Denne sang handler om en båd, der sejler folk rundt på en kanalrundfart, hvilket rimeligvis bidrager yderligere til forvirringen. Parodien er mest kendt under navnet MMradio – Rundfarten (Jeg kender en båd).
En anden dansk parodi er lavet af en duo, som kalder sig Klamedia. Parodien hedder Kåta Hannah og synges på svensk.

## Hitlister
| Hitliste (2006-07)                | Højeste placering |
| --------------------------------- | ----------------- |
| Østrig (Ö3 Austria Top 40)        | 2                 |
| Belgien (Ultratip Flanderen)      | 6                 |
| Tjekkiet (Rádio Top 100)          | 17                |
| Danmark (Track Top-40)            | 1                 |
| Europe (European Hot 100)         | 30                |
| Finland (Suomen virallinen lista) | 4                 |
| Tyskland (Official German Charts) | 9                 |
| Holland (Single Top 100)          | 2                 |
| Norge (VG-lista)                  | 3                 |
| Spanien (PROMUSICAE)              | 20                |
| Sverige (Sverigetopplistan)       | 1                 |
| Schweiz (Schweizer Hitparade)     | 45                |

| Hitliste (2006)            | Placering |
| -------------------------- | --------- |
| Denmark (IFPI Danmark)     | 2         |
| Sweden (Sverigetopplistan) | 4         |
| Netherlands (MegaCharts)   | 9         |

| Hitliste (2007)                | Placering |
| ------------------------------ | --------- |
| Austria (Ö3 Austria Top 40)    | 10        |
| Germany (Media Control Charts) | 29        |

### Certificeringer
| Land                                                                                          | Certificering | Salg     |
| --------------------------------------------------------------------------------------------- | ------------- | -------- |
| Danmark (IFPI Danmark)                                                                        | 3× Platin     | ~61.000^ |
| Sverige (GLF)                                                                                 | Platin        | 20.000x  |
| Østrig (IFPI Østrig)                                                                          | Guld          | 15.000x  |
| *Salgstal baseret på certificering alene. xUspecificerede tal baseret på certificering alene. |               |          |